# أولغا أكوبيان
أولغا أكوبيان (بالروسية: Акопян, Ольга Сергеевна) مواليد 4 مارس 1985، هي لاعبة كرة يد روسية تلعب كظهير أيسر. مثلت منتخب روسيا لكرة اليد للسيدات. شاركت في دورة الألعاب الأولمبية الصيفية سنة 2012.

## الميداليات
| الميدالية | المسابقة                            |
| --------- | ----------------------------------- |
| ذهبية     | الألعاب الأولمبية الصيفية 2016      |
| ذهبية     | بطولة العالم لكرة اليد للسيدات 2007 |
| ذهبية     | بطولة العالم لكرة اليد للسيدات 2009 |
| فضية      | بطولة أوروبا لكرة اليد للسيدات 2006 |
| برونزية   | بطولة أوروبا لكرة اليد للسيدات 2008 |

## روابط خارجية
- أولغا أكوبيان على موقع الاتحاد الأوروبي لكرة اليد (الإنجليزية)
- أولغا أكوبيان على موقع اللجنة الأولمبية الدولية (الإنجليزية)
- أولغا أكوبيان على موقع أوليمبيديا (الإنجليزية)